# Xã Foster, Quận Beadle, South Dakota
Xã Foster (tiếng Anh: Foster Township) là một xã thuộc quận Beadle, tiểu bang Nam Dakota, Hoa Kỳ. Năm 2010, dân số của xã này là 77 người.